# Luis Xavier López-Farjeat
Luis Xavier López-Farjeat es un filósofo, escritor y editor mexicano. Es Doctor en Filosofía por la Universidad de Navarra, España. Sus áreas de especialidad son la filosofía islámica clásica, la filosofía antigua y su transmisión al entorno árabe e islámico, y la historia intelectual de Medio Oriente. Sus áreas de interés son la filosofía islámica clásica, la teoría de la argumentación, la ética, la epistemología y la filosofía de la mente, la filosofía de la religión, la estética y la filosofía del arte, la filosofía política y la ética de la migración. Es miembro del Sistema Nacional de Investigadores (nivel 3) del Consejo Nacional para la Ciencia y la Tecnología (CONACyT), director asociado de "Aquinas and 'the Arabs' International Working Group", y editor de Tópicos, Revista de filosofía.

## Biografía
Es profesor-investigador titular D en la Facultad de Filosofía de la Universidad Panamericana (México). Además de participar activamente en la Maestría en Filosofía Antigua de la Universidad Panamericana, es profesor de filosofía árabe-islámica y tutor en el Programa de Posgrado en Filosofía de la Universidad Nacional Autónoma de México. Es profesor de filosofía islámica en la Maestría de Estudios de Asia y África de El Colegio de México y de historia intelectual islámica en la Maestría de Estudios Judaicos de la Universidad Hebraica de México. Ha sido investigador visitante del Center for Middle Eastern Studies de la Universidad de Texas, en Austin, e investigador residente del Center of Theological Inquiry, en Princeton, New Jersey. 
El trabajo filosófico de López-Farjeat se ha enfocado principalmente al análisis sistemático de la filosofía árabe-islámica clásica, en la revisión de las interpretaciones árabes de la filosofía griega —especialmente Aristóteles y el Neoplatonismo—, y en la ulterior influencia del pensamiento árabe-islámico en el desarrollo de la filosofía judía (en especial Maimónides) y cristiana (sobre todo Alberto Magno y Tomás de Aquino). Ha publicado numerosos artículos especializados y capítulos de libros sobre la transmisión, adopción, adaptación y transformación de la filosofía griega en el entorno islámico, filosofía árabe e historia intelectual del Medio Oriente, la interacción entre las filosofías judía, cristiana e islámica, y también sobre la mediación de los cristianos de Medio Oriente en el proceso de transmisión de la filosofía griega al entorno islámico. Ha dirigido varios proyectos de investigación sobre los usos de Aristóteles y el neoplatonismo en el judaísmo, el cristianismo y el islam.   
Es coautor y coeditor de Philosophical Psychology in Arabic Thought and the Latin Aristotelianism of the 13th Century (Vrin, Paris, 2013) y de The Routledge Companion to Islamic Philosophy (Routledge, New York & Londres, 2016). En 2018 publicó Razones, argumentos y creencias. Reflexiones a partir de la filosofía islámica clásica (EUNSA, Pamplona). Es miembro del comité editorial de Anuario Filosófico y de Revista Española de Filosofía Medieval.  
López-Farjeat ha combinado su labor académica con el trabajo ensayístico. En 2008 ganó el Premio Internacional Juan Vicente Melo de Ensayo Literario sobre Música, con el trabajo “La música en la tradición árabe medieval y sus huellas en Occidente”. También obtuvo el segundo accésit en el Premio Internacional de Ensayo con ocasión del Cincuentenario de la Facultad de Filosofía y Letras de la Universidad de Navarra (2007) el Primer lugar en el Premio Nacional de ensayo FIMPES (2004) y el primer lugar en el Premio Nacional de Ensayo Raúl Rangel Frías (Universidad Autónoma de Nuevo León, 1997) con Dos aproximaciones estéticas a la identidad nacional  (en coautoría con Héctor Zagal). Fue consejero de la revista Conspiratio, dirigida por el poeta y activista mexicano Javier Sicilia, y de La Tempestad y Picnic.

## Obra filosófica

### Libros
- Razones, argumentos y creencias. Reflexiones a partir de la filosofía islámica clásica, EUNSA, Pamplona, 2018.
- The Routledge Companion to Islamic Philosophy (Richard C. Taylor; Luis Xavier López-Farjeat, eds.) Routledge, Londres/Nueva York, 2016.
- Philosophical Psychology in Arabic Thought and the Latin Aristotelianism of the 13th Century (Luis Xavier López-Farjeat; Jörg Alejandro Tellkamp, comps.) Vrin, París, 2013.
- La mente animal. Del Aristotelismo Árabe y Latino a la Filosofía Contemporánea, (Luis Xavier López-Farjeat, comp.) Los Libros de Homero, México, 2009.
- La filosofía árabe-islámica, Publicaciones Cruz, México, 2007.
- El desencanto de las palabras: seis ensayos frente a Hegel, Publicaciones Cruz, México, 2005.
- Teorías aristotélicas del discurso, EUNSA, Pamplona, 2002.

## Selección de Capítulos en Libros
- “Averroes y la transformación de la Retórica de Aristóteles''”, La educación de la filosofía antigua. Ética, retórica y arte, Viviana Suñol & Lidia Raquel Miranda (eds.), Miño y Dávila, Buenos Aires, 2020, pp. 205-224. ISBN 978-84-17133-76-4.
- “The 'Language' of Non-Human Animals in al-Fārābī and Ibn Sīnā”, The Origins and Nature of Language and Logic. Perspectives in Medieval Islamic, Jewish, and Christian Thought, N. German & S. Harvey (eds.), Brepols, Bélgica, 2020, pp. 173-191. ISBN 978-2-503-588926.
- “Post Avicennian Philosophy in the Muslim West: Ibn Bājja, Ibn Rushd and Ibn Khaldūn on Veridical Dreams and Prophecy”, Islamic Philosophy from the 12th to the 14th Century, Abdelkader al Ghouz (ed.), Bonn University Press, Göttingen, 2018, pp. 211-230. ISBN 9783847109006.
- “La noción de “verdad” (ḥaqīqa) en Avicena” (en coautoría con María del Carmen Elvira Torres Torija, Anselmo de Canterbury: Tratado Sobre la Verdad, Felipe Castañeda · Andrea Lozano y Nicolás Vaughan (eds.), Universidad de los Andes, Colombia, 2018. ISBN 978-958-774-705-8.
- “El Régimen del solitario de Ibn Bājja: ¿una utopía individual?”, Tomás Moro y Vasco de Quiroga. Utopías en América, Virginia Aspe (ed.), EUNSA, Pamplona, 2018, pp. 43-58. ISBN 978-84-313-3380-8.
- “Los animales en la tradición árabe-islámica clásica: algunos aspectos teológicos y filosóficos”, Los filósofos ante los animales. Historia filosófica sobre los animales: Antigüedad, Leticia Flores Farfán & Jorge Linares (coords.), Almadía/Universidad Nacional Autónoma de México, 2018, pp. 104-132. ISBN 978-607-8486-68-7.
- “Avicenna on Non-Conceptual Content and Self-awareness in Non-Human Animals”, Subjectivity and Selfhood in Medieval and Early Modern Philosophy, Jari Kaukua & Tomas Ekenberg (eds.), Springer, Switzerland, 2016, pp. 61-73. ISBN 978-3-319-26912.
- “Body, Soul and Sense in Nature: the Physiology of Perception”, The Routledge Companion to Islamic Philosophy, (Richard C. Taylor; Luis Xavier López-Farjeat (eds.), Routledge, Londres/Nueva York, 2016, pp. 168-182. ISBN 978-0-415-88160-9.
- “Causality in Islamic Philosophy”, The Routledge Companion to Islamic Philosophy, (Richard C. Taylor; Luis Xavier López-Farjeat (eds.), Routledge, Londres/Nueva York, 2016, pp. 131-140. ISBN 978-0-415-88160-9.
- “Al-Ghazālī on Knowledge (‘ilm) and Certainty (yaqīn) in al-Munqidh min al- ḍalal and in al-Qisṭās al-Mustaqīm”, Islam and Rationality: The Impact of al-Ghazali, Georges Tamer, (ed.), Brill, Leiden, 2015, pp. 229-252. ISBN 9789004290945.
- “La antinomia entre confianza y autonomía: el caso de las creencias religiosas”, Normatividad y Argumentación. Carlos Pereda y sus críticos, Instituto de Investigaciones Filosóficas, UNAM, México, 2013, pp. 333-344. ISBN 978-607-02-4787-3.
- “Avicenna on Musical Perception”, Philosophical Psychology in Arabic Thought and the Latin Aristotelianism of the 13th Century, Luis Xavier López-Farjeat & Jörg Alejandro Tellkamp, (comps.), Vrin, París, 2013, pp. 83-110. ISBN: 978-2-7116-2461-4.
- “Albert the Great between Avempace and Averroes on the Knowledge of Separate Forms”, 2012 ACPA Annual Proceedings 86, Houston, 2013, pp. 89-102. ISBN: 978-1-889680-95-8.
- “Faith, Reason, and Religious Diversity in Alfarabi’s Book of Letters”, The Judeo-Christian-Islamic Heritage. Philosophical and Theological Perspectives, Richard C. Taylor & Irfan Omar (eds.), Marquette University Press, 2012, pp. 193-215. ISBN 978-0-87462-811-1.
- “Self-awareness (al-shu‘ūr bi-al-dhāt) in Human and Non-human Animals in Avicenna’s Psychological Writings”, Oikeiosis and the Natural Bases of Morality, Alejandro Vigo (ed.), Georg Olms Verlag, Hildesheim, 2012, pp. 121-140. ISBN 978-3-487-14803-8.

## Selección de Artículos Especializados
- “La importancia de los nestorianos en la traducción de textos filosóficos y su impacto en las polémicas cristiano-musulmanas”, Istor 79, 2019-2020, pp. 51-68. ISSN 1665-1715.
- “Aristotle’s Categories in the Islamic Milieu Through the Syriac Tradition”, The Muslim World 109, 2019, pp. 546-560. ISSN 14781913, 0027490, Doi: 10.1111/muwo.12309.
- “Cristologías de Medio Oriente: Armenios, coptos, nestorianos, jacobitas, maronitas y melquitas”, Istor 76, 2019, pp. 7-24. ISSN 1665-1715.
- “Pluralidad religiosa, tolerancia y no violencia en Said Nursi y Fethullah Gülen”, Revista Andamios 16/40, pp. 131-149. ISSN 18700063, DOI: http://dx.doi.org/10.29092/uacm.v16i40.700.
- “Cosmología, biología y origen del alma en al-Fārābī y Avicena”, Ideas y valores 68/169, pp. 13-32. ISSN 0120-0062, Doi: 10.1544/ideasyvalores.v68n169.76984.
- “La tradición siríaca como intermediaria en la transmisión del pensamiento filosófico griego al entorno islámico: las Categorías de Aristóteles”, Revista de Estudios de Asia y África 168, 54 (1), enero-abril de 2019.
- “Aniconismo, iconoclasia y pro iconismo. La veneración de imágenes en el judaísmo, el islam y el cristianismo oriental desde la perspectiva de Abū Qurrah”, Istor 74, 2018, pp. 31-51. ISSN 1665-1715.
- “La versión árabe del De Somno et Vigilia (al-Nawm wa-al-yaqaẓa) de Aristóteles y su impacto en Avicena y su teoría de la profecía”, al-Qantara 38, 2017, pp. 45-70. ISSN 0211-3589, doi: 10.3989/alqantara.2017.002.
- “Sobre la simplicidad divina y la predicación de múltiples atributos en Avicena y Tomás de Aquino”, Revista Española de Filosofía Medieval 23, 2017, 2016, pp. 149-165. ISSN 1133-0902.
- “El ‘lenguaje’ de los animales no humanos en el comentario de al-Fārābī a De interpretatione de Aristóteles”, Diánoia 77, 2016, pp. 39-52.
- “al-Fārābī y la relación entre política y religión a la luz de su comentario a Las Leyes de Platón”, Signos Filosóficos 36, 2016, pp. 38-60.
- “Dos visiones contrastantes sobre la profecía: Avicena y Tomás de Aquino”, Istor 66, 2016, pp. 159-176. ISSN 1665-1715.
- “Falsificación, apropiación y plagio. Reflexiones a partir de La Transfiguración del lugar común”, Páginas de Filosofía 19, 2015, pp. 58-79. ISSN 0327-5108.
- “Tomás de Aquino y las tradiciones abrahámicas”, Anuario Filosófico 48/1, 2015, pp. 9-18. ISSN 0066-5215.
- “Avicenna and Aquinas on Natural Prophecy”, American Catholic Philosophical Quarterly 88/2, 2014, pp. 309-333. ISSN 1051-3558.
- “Razones y argumentos: una relectura del Faṣl al-maqāl de Averroes”, Estudios de Asia y África (vol. XLIX), Colegio de México, México 2014, pp. 99-133. ISSN 0185-0164.
- “¿Tienen los animales no humanos un «yo»? Una posible respuesta desde la filosofía de la mente de Avicena”, Signos Filosóficos (vol.30), Universidad Autónoma Metropolitana, México, 2013 pp. 71-88. ISSN 1665-1324.
- “¿Tienen los animales no humanos un «yo»? Una posible respuesta desde la filosofía de la mente de Avicena”, Signos Filosóficos (vol.30), Universidad Autónoma Metropolitana, México, 2013 pp. 71-88. ISSN 1665-1324.
- “Avicenna’s Influence on Aquinas’ Early Doctrine of Creation (In II Sent., d. 1, q 1, art. 2)”, Rechcerches de Théologie et Philosophie Médiévales 79,, Peeters, 2012, pp. 307-337. ISSN 1370-7493.
- “El conocimiento animal en Aristóteles y Avicena”, Acta Philosophica (vol.19), Pontificia Università della Santa Croce, Roma, 2010, pp. 125-144. ISSN 1121-2179.
- “El contenido cognitivo de la percepción: Avicena y McDowell” (en coautoría con Jorge Morales Ladrón de Guevara), Thémata núm. 43", Universidad de Sevilla, España, 2010, pp. 251-270. ISSN 0210-8365.
- “El Liber de Pomo en la tradición árabe-islámica”, Méthexis (vol. XXII), Frankfurt am Main 2009, pp.151-161. ISSN 0327-0289.
- “La crítica de Averroes contra el determinismo de los asharíes”, Diánoia (LIV/63)", Universidad Nacional Autónoma de México, México, 2009, pp.115-132. ISSN 1870-4913.
- “La música en la tradición árabe medieval y sus huellas en Occidente”, Revista Pauta (núm. 108), octubre-diciembre de 2008. pp. 74-97.
- “La problemática del agente en Alejandro de Afrodisias y la tradición árabe-islámica”, Nova Tellus (núm. 26)", Instituto de Investigaciones Filológicas, UNAM, México, 2008, pp. 3-24. ISSN 0185-3058.
- “Política, felicidad y ascetismo en el Régimen del solitario de Ibn Bājja”, Euphyía (vol. II, núm. 2), Universidad Autónoma de Aguascalientes, México, 2008, pp. 25-39.
- “La influencia de la medicina árabe en la interpretación de Averroes al De anima de Aristóteles”, Veritás (vol. 53, num.2), Pontifícia Universidade Catolica de Porto Alegre, Brasil, 2007, pp. 91-103. ISSN 0042-3955.
- “Antecedentes de la interpretación aviceniana de la Poética de Aristóteles”, Signos Filosóficos (vol.14), Universidad Autónoma Metropolitana, México, 2005 pp. 33-44. ISSN 1665-1324.
- “Avempace en el De anima de Alberto Magno”, Tópicos, Revista de Filosofía (vol. 29), Universidad Panamericana, México 2005, pp. 171-201. ISSN 0188-6649.
- “La inmortalidad del alma en la Theologia de Pseudo-Aristóteles”, Estudios de Asia y África (vol. XL), Colegio de México, México 2005, pp. 577-606. ISSN 0185-0164.
- “Las relaciones entre gramática y lógica en el pensamiento árabe del siglo X”, Méthexis (vol. XVIII), Frankfurt am Main 2005, pp. 119-135. ISSN 0327-0289.
- “Rhetoric and Poetics in Alfarabi”, Acta Philosophica (vol.14), Pontificia Università della Santa Croce, Roma 2005, pp. 93-106. ISSN 1121-2179.
- “Una posible influencia de Averroes en las referencias de Tomás de Aquino a la Poética de Aristóteles”, Revista de Iztapalapa (num.58), Universidad Autónoma Metropolitana, México 2005, pp. 51-62. ISSN 0185-4259.
- “Algunas observaciones sobre la educación poético-musical en la Exposición de la 'República' de Platón de Averroes”, Diánoia (vol. XLIX/52), Universidad Nacional Autónoma de México, México 2004, pp. 99-109.
- “Analogía poética en Alfarabi””, Revista Española de Filosofía Medieval (núm. 11), Universidad de Zaragoza, España 2004, pp. 257-272. ISSN 1133-0902.

## Artículos enciclopédicos
- “Perdón”, Diccionario de Justicia, Carlos Pereda (ed.), siglo XXI, México, 2017, pp. 405-408.
- “Reconciliación” (en coautoría con Javier Sicilia), Diccionario de Justicia, Carlos Pereda (ed.), Siglo XXI, México, 2017, pp. 453-455.
- “Alfarabi’s Psychology and Epistemology“, Stanford Encyclopedia of Philosophy, 2016. http://plato.stanford.edu/entries/al-farabi-psych/
- Averroes, Philosophica, philosophical encyclopedia online, Pontificia Università della Santa Croce, Rome. http://www.philosophica.info/voces/averroes/Averroes.html
- Qadar, Free will in Islamic context, Encyclopedia of Mediterranean Humanism, 2015. http://www.encyclopedie-humanisme.com/?Qadar
- Alfarabi, Philosophica, philosophical encyclopedia online, Pontificia Università della Santa Croce, Roma.  http://www.philosophica.info/voces/alfarabi/Alfarabi.html
- Al-Kindi, Philosophica, philosophical encyclopedia online, Pontificia Università della Santa Croce, Roma. http://www.philosophica.info/voces/al-kindi/Al-kindi.html
- Avicena, Philosophica, philosophical encyclopedia online, Pontificia Università della Santa Croce, Roma.  http://www.philosophica.info/voces/avicena/Avicena.html